# 文官 (红楼梦人物)
文官，《红楼梦》人物，贾府中十二个唱戏的女子之一（其餘是：寶官、玉官、齡官、菂官、藕官、蕊官、茄官、芳官、葵官、豆官、艾官），饰小生。在“十二官”中是个领头的，她由于口齿伶俐，甚得贾母欢心，薛姨妈等人也赞为“好个灵透孩子”，戏班解散后，贾母便留下她自使。后来，随众女伶被王夫人逐出大观园。未有后文。
情节见二十七回、五十四回、五十八回。